# Hamburg-Harburg
Harburg är en stadsdel i Hamburg, Tyskland. Stadsdelen ligger i stadsdelsdistriktet Hamburg-Harburg. Harburg är beläget söder om stadskärnan. I stadsdelen finns en Mercedesfabrik. Motorvägen A253 ansluter till stadsdelen. Affärsgallerian Harburg Arcaden finns även här.

## Historia
Den borg som ligger bakom namnet omnämndes första gången 1133-1137, och kom 1257 i huset Welfs besittning. Bosättningen framför borgen fick 1288 status som en fri socken, och 1297 stadsrättigheter. Färjetrafik till Hamburg var länge en viktig verksamhet för staden, tills en järnvägsbro tillkom 1872 och en vägbro 1899. 1927 slogs Harburg och Wilhelmsburg ihop till staden Harburg-Wilhelmsburg, och 1938 uppgick denna i Hamburg.

## Kommunikationer
Det finns flera stationer till S-Bahn-nätet. Stadsdelen trafikeras av pendeltåg som bland annat går i Harburgtunneln med underjordiska stationerna Harburg station, Harburg Rathaus station och Heimfeld station. Den stora järnvägscentralen där både fjärrtåg, regionaltåg samt pendeltåg möts är Hamburg-Harburg station.

## Bilder

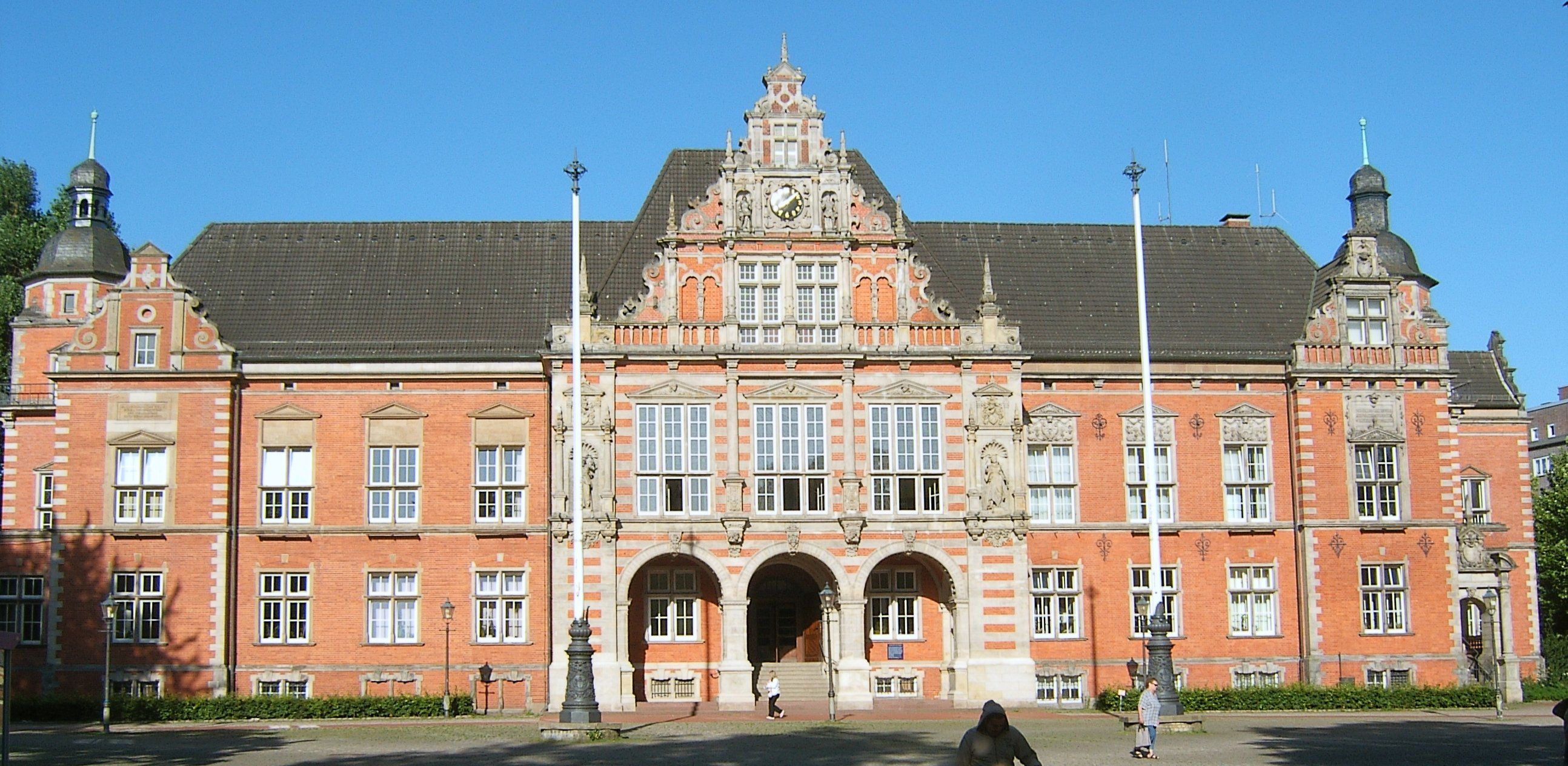
Rådhuset i Harburg
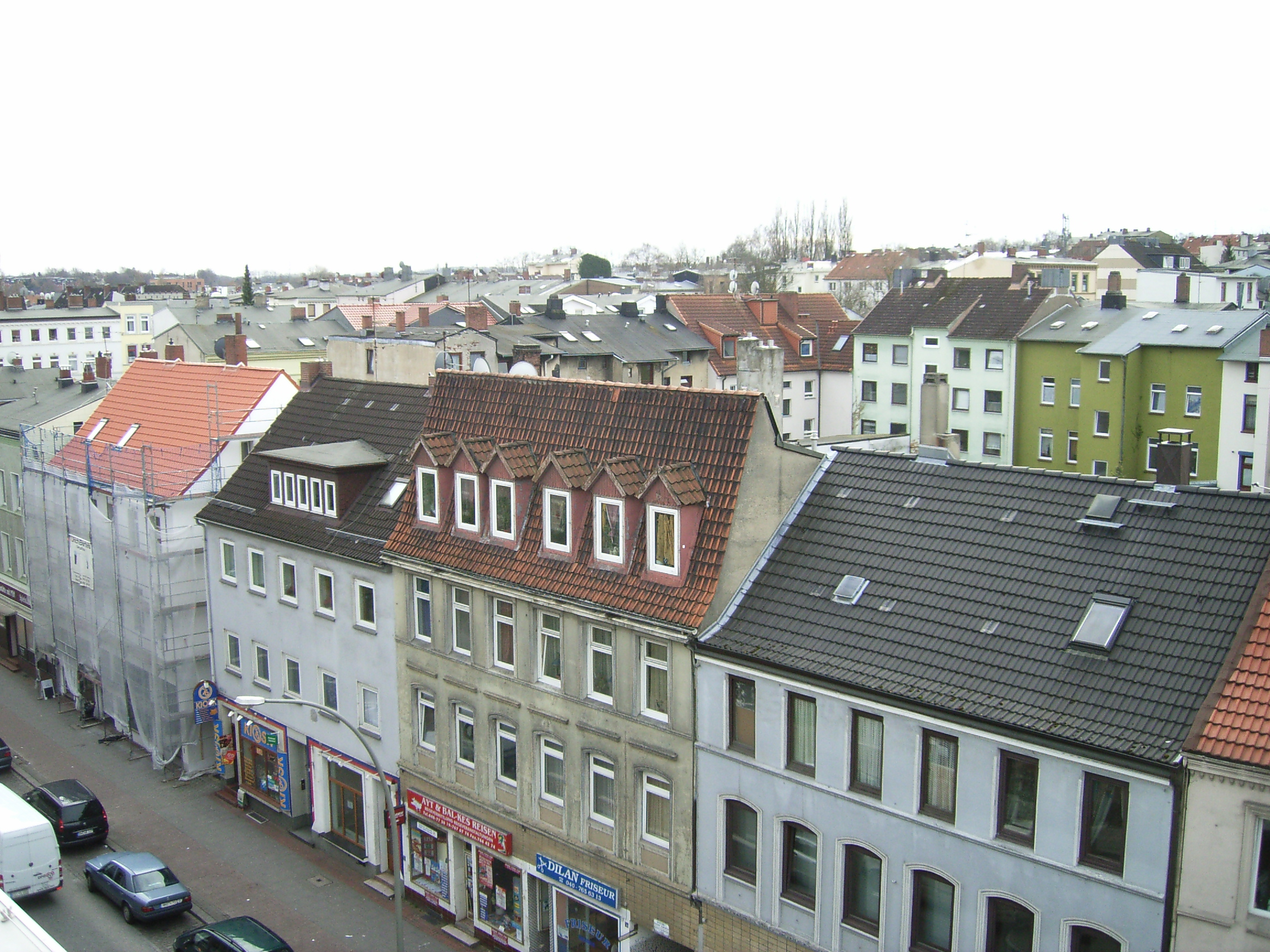
Phoenixkvarteren
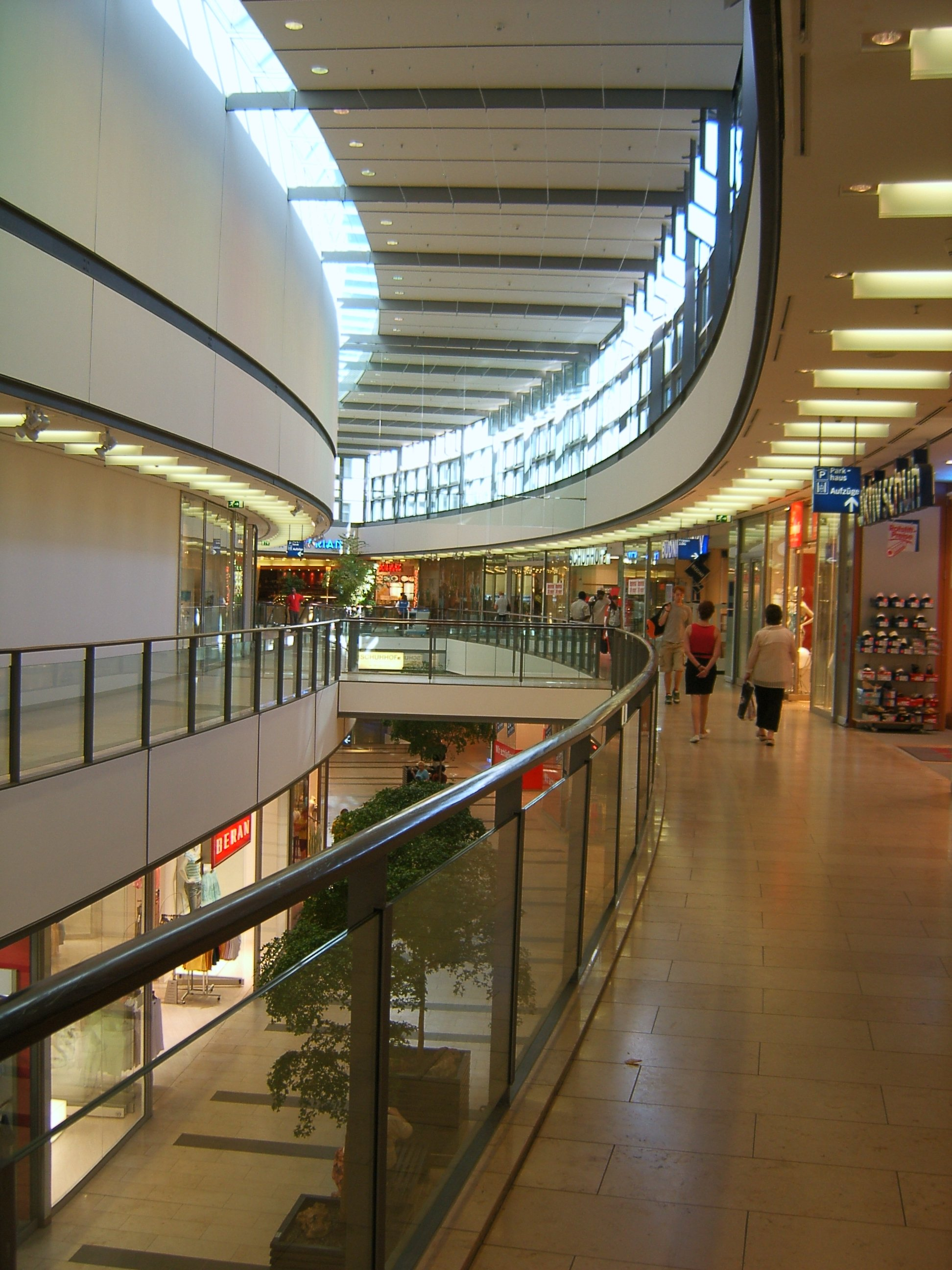
Harburg Arcaden
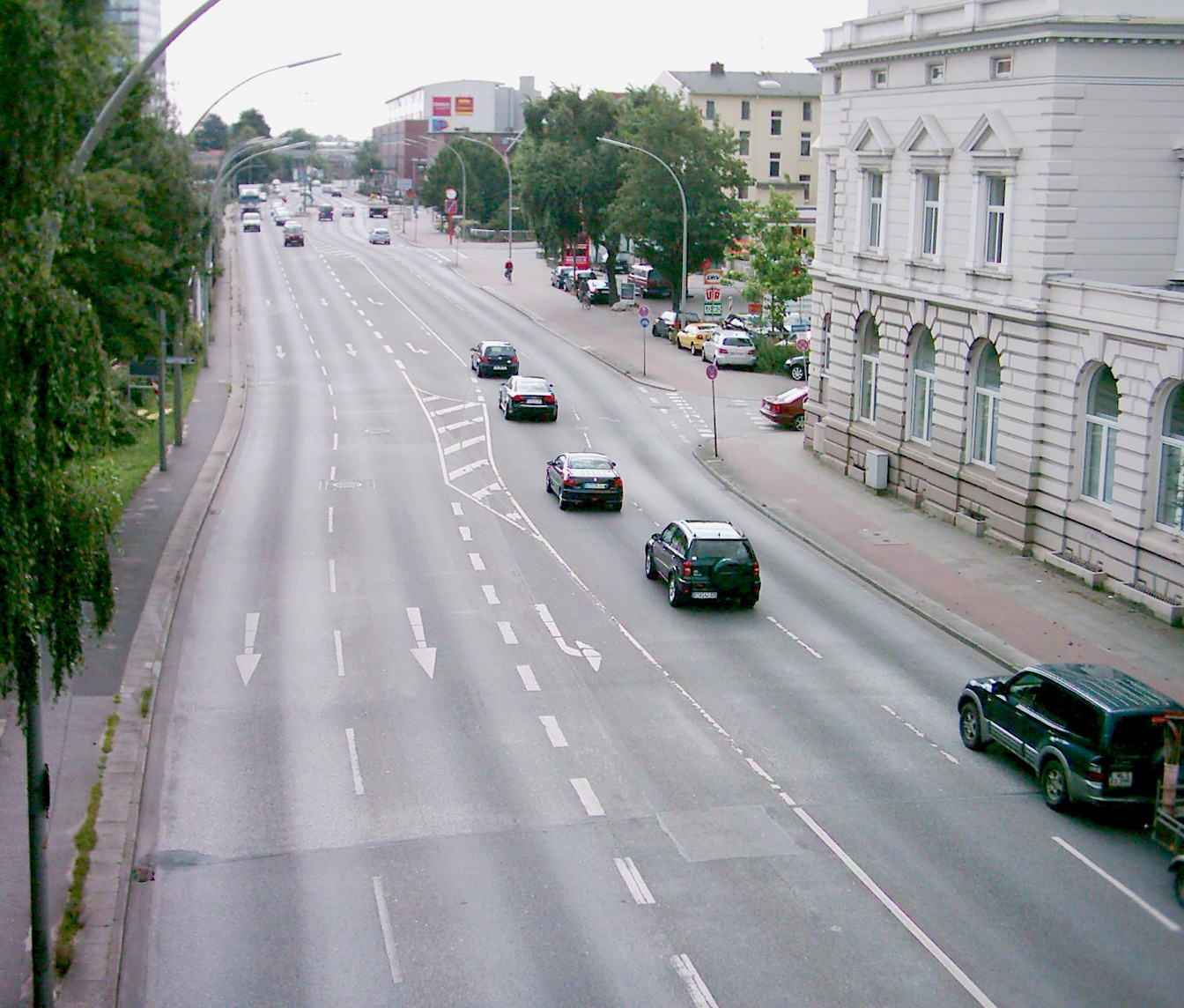
Harburg
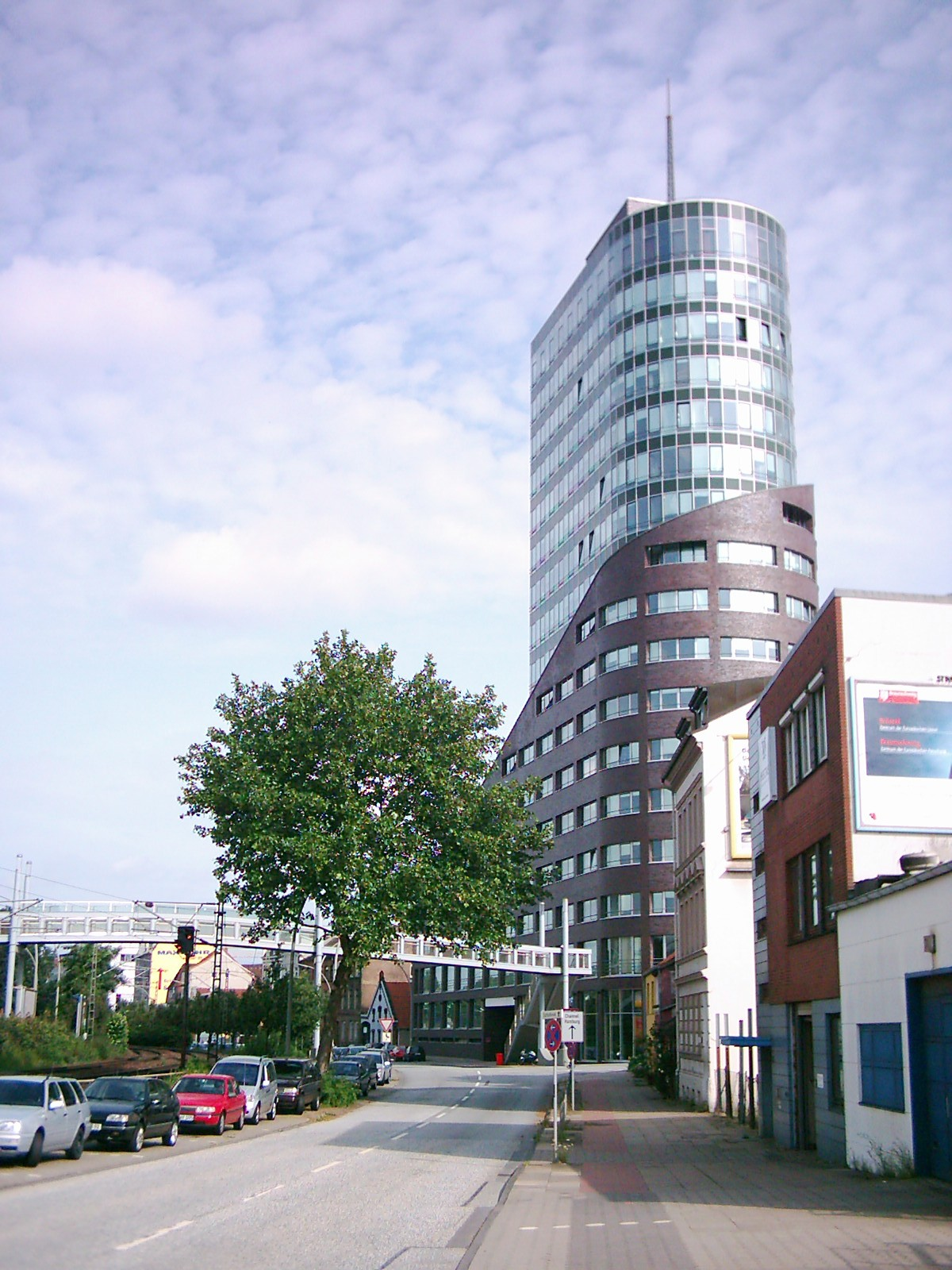
Channel Tower
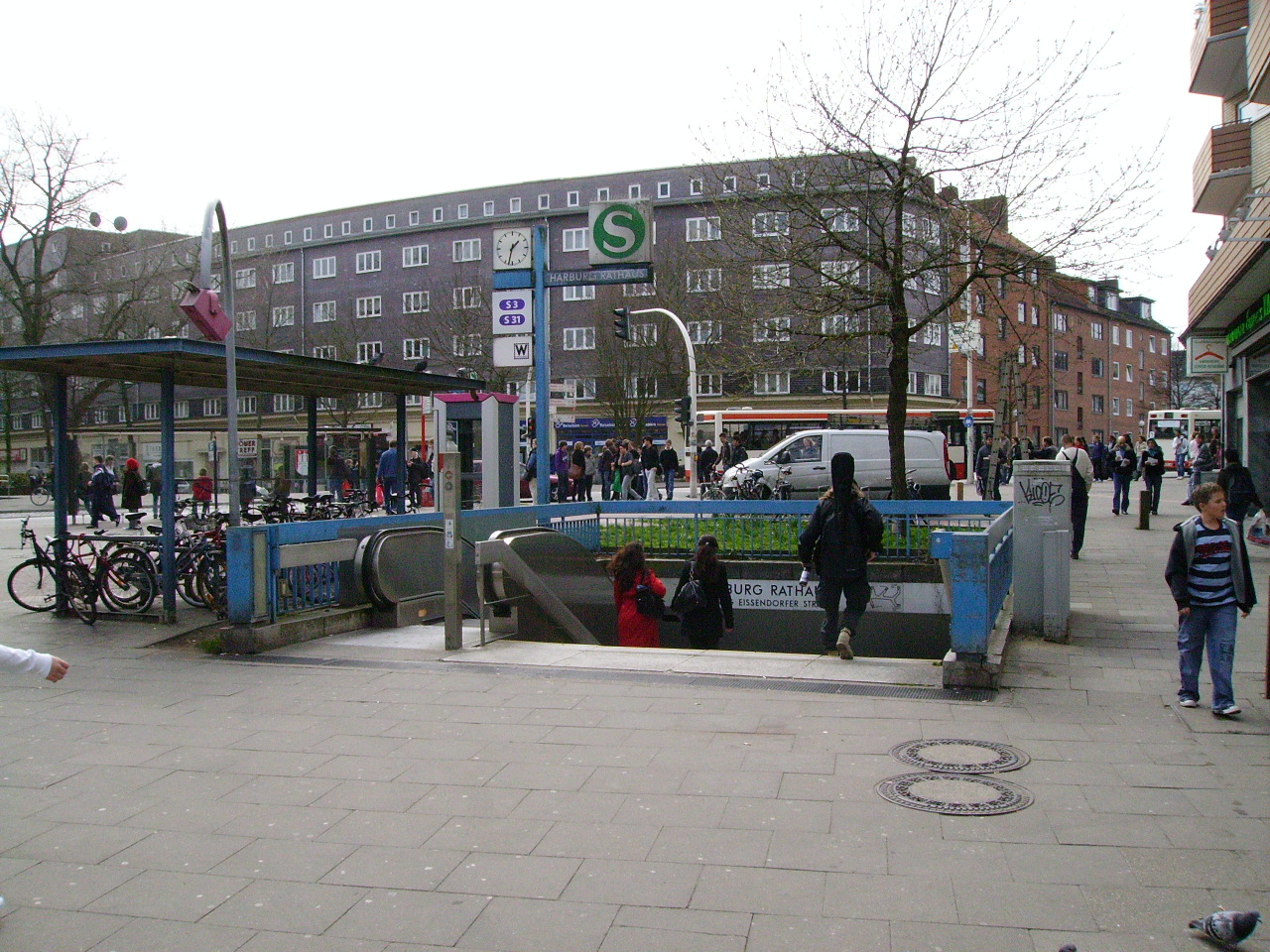
Nedgången till Harburg Rathaus station